# Отмахов, Иван Григорьевич
Иван Григорьевич Отмахов (1923—1945) — лейтенант Рабоче-крестьянской Красной Армии, участник Великой Отечественной войны, Герой Советского Союза (1945).

## Биография
Иван Отмахов родился 31 октября 1923 года в деревне Ведоснур (ныне — Сернурский район Марий Эл). После окончания шести классов школы работал на золотых приисках и рудниках в Читинской области. В марте 1942 года Отмахов был призван на службу в Рабоче-крестьянскую Красную Армию. С августа того же года — на фронтах Великой Отечественной войны. В 1943 году Отмахов окончил курсы младших лейтенантов.
К марту 1945 года лейтенант Иван Отмахов был заместителем командира батальона 342-го стрелкового полка 136-й стрелковой дивизии 70-й армии 2-го Белорусского фронта. Отличился во время освобождения Польши. 27 марта 1945 года во главе штурмовой группы Отмахов освободил часть деревни Лауенталь в районе Данцига, после чего перерезал шоссе Нофарвассер — Циганкенберг. Позднее, выйдя к Висле, Отмахов одним из первых переправился через неё и принял активное участие в боях за захват и удержание плацдарма на её западном берегу. В критический момент тех боёв он вызвал огонь советской артиллерии на себя. 23 апреля 1945 года Отмахов скончался от полученных ранений. Похоронен в польском городе Пиньчув.
Указом Президиума Верховного Совета СССР от 29 июня 1945 года лейтенант Иван Отмахов посмертно был удостоен высокого звания Героя Советского Союза. Также был награждён орденами Ленина, Красного Знамени, Отечественной войны 1-й и 2-й степеней, Красной Звезды, рядом медалей.
В честь Отмахова назван мкр. Отмахово и установлены бюст и памятник в городе Балей Забайкальского края.